# Godfried Danneels
Godfried Danneels, född 4 juni 1933 i Kanegem utanför Tielt i Västflandern i Belgien, död 14 mars 2019 i Mechelen i Belgien, var en belgisk romersk-katolsk kardinal. Han var ärkebiskop av Mechelen-Bryssel från 1979 till 2010.

## Biografi
Godfried Danneels studerade vid Katholieke Universiteit Leuven och prästvigdes den 17 augusti 1957. Han fortsatte sina studier vid Gregoriana i Rom, där han år 1961 avlade doktorsexamen i teologi. I egenskap av teolog bedrev han fördjupade studier på liturgins område och kom att författa en rad artiklar för Dictionary of the Liturgy. Danneels var i hög grad involverad i utformandet av dokumentet Sacrosanctum Concilium, som initierade Andra Vatikankonciliets liturgiska reform.
I november 1977 utnämndes Danneels till biskop av Antwerpen och biskopsvigdes därpå av kardinal Leo-Jozef Suenens. Som biskop har Danneels valde ordspråket Apparuit humanitas Dei nostri — ”Vår Guds kärlek till människorna har uppenbarats” (Titusbrevet 4:3). Detta val av ordspråk har föranlett tanken att Danneels företrädde en kristen humanism. I december januari 1979 installerades han som ärkebiskop av Mechelen-Bryssel.
Den 2 februari 1983 upphöjde påve Johannes Paulus II Danneels till kardinalpräst med Sant'Anastasia som titelkyrka. Danneels deltog i konklaven 2005, vilken valde Benedikt XVI till ny påve, och i konklaven 2013, som valde Franciskus.
Kardinal Danneels uttalade sig i flera kontroversiella frågor rörande sexualitet och samlevnad. Han menade att sexuell avhållsamhet i sig är att föredra, men att kondomer bör få användas för att förhindra spridningen av HIV/AIDS. Kondomen kan i denna situation inte bedömas moraliskt endast som ett preventivmedel. Vid ett tillfälle fick Danneels frågan om vad han anser om homosexualitet. Han svarade att det inte handlar om vad man anser; homosexualitet är ett faktum. Homosexualitet är en läggning, precis som heterosexualitet. Frågan är hur man hanterar sin homosexualitet, om och hur man lever ut den.
Danneels såg gärna att kvinnor ges ett utökat inflytande inom Kyrkan. Han ifrågasatte aldrig Vatikanens ståndpunkt i frågan om kvinnliga präster (se Ordinatio sacerdotalis).
År 2005 ledde kardinal Danneels begravningsgudstjänsten för storhertiginnan Josephine Charlotte av Belgien.

## Sankt Gallen-gruppen
Kardinal Danneels tillhörde sedan 1999 den progressiva så kallade Sankt Gallen-gruppen, en informell sammanslutning av reformvänliga katolska prelater, vilken grundades av Ivo Fürer, biskop av Sankt Gallen. Tillsammans med bland andra Cormac Murphy-O'Connor och Achille Silvestrini motsatte sig Danneels Vatikanens dokument rörande sexualmoral, nomineringen av biskopar, kollegialitet med mera. Sankt Gallen-gruppen försökte motverka att den, i gruppens ögon, starkt konservative kardinalen Joseph Ratzinger skulle efterträda Johannes Paulus II. Den italienske historikern och författaren Roberto de Mattei hävdar, att Sankt Gallen-gruppen intrigerade för att få den progressive kardinalen Jorge Bergoglio vald till Ratzingers, det vill säga Benedikt XVI:s, efterträdare.

## Bilder

Kardinal Danneels titelkyrka
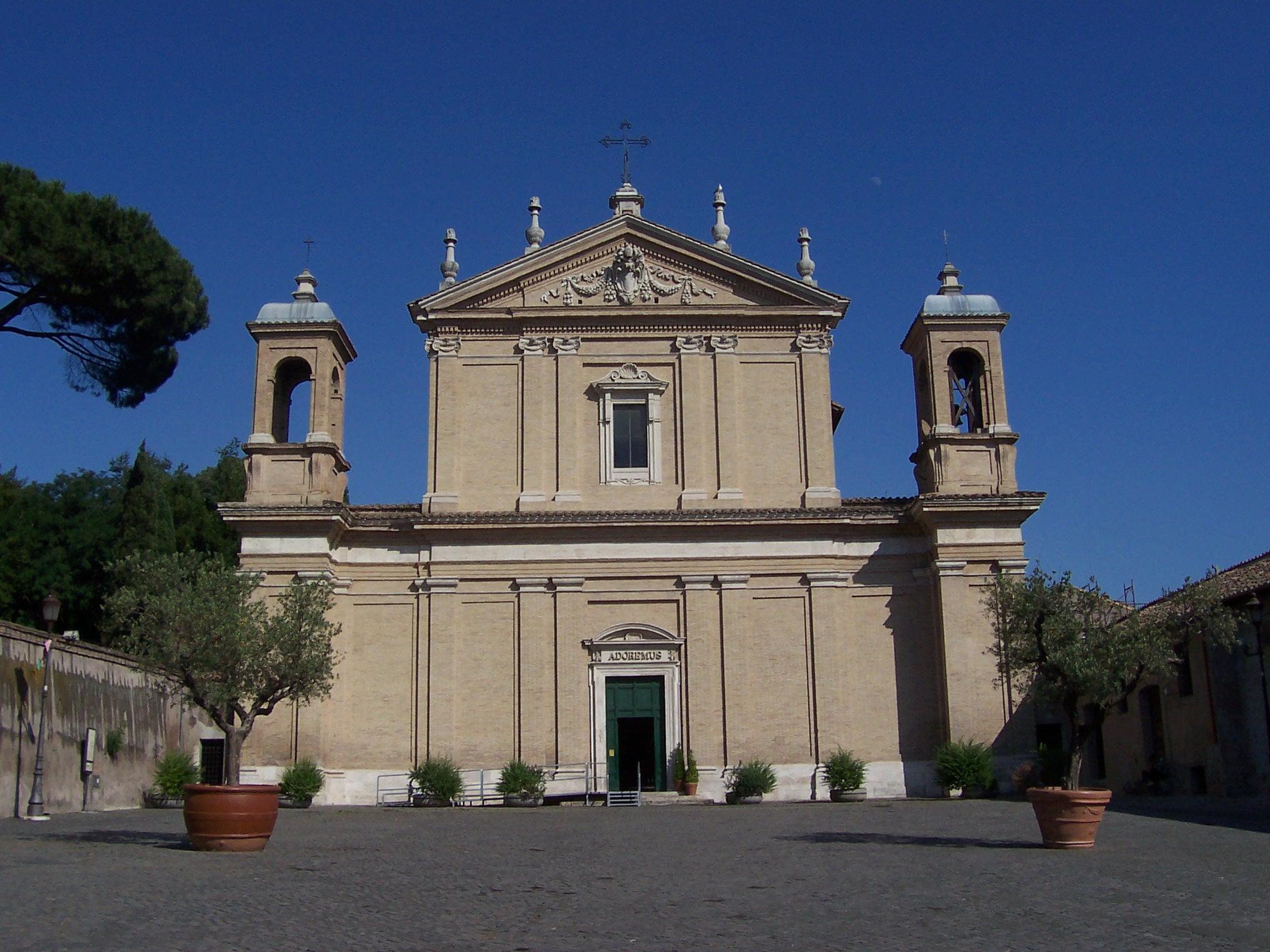
Sant'Anastasia.